# Erziehung zur Selbstständigkeit
Unter dem Begriff Erziehung zur Selbstständigkeit werden im pädagogischen und gesellschaftlichen Diskurs der Gegenwart Erziehungskonzepte zusammengefasst, deren Ziel ein Kind ist, das von Hilfestellungen insbesondere seiner Eltern früh und weitreichend unabhängig wird. Erziehung zur Selbstständigkeit erfolgt nicht nur als Hilfe zur Selbsthilfe, sondern zielt in den individualistisch orientierten westlichen Gesellschaften auch darauf, die Autonomie des jungen Menschen zu fördern.
Theoretisches Nachdenken über ein Erziehungsziel „Selbstständigkeit“ findet in den westlichen Gesellschaften seit dem Beginn der Moderne statt. Aktuelle theoretische Überlegungen zur Erziehung zur Selbstständigkeit sind daneben vielfach auch durch die Kritik an empfundenen oder realen soziokulturellen Phänomenen wie z. B. Helikopter-Eltern beflügelt. Darum ist es charakteristisch für diesen Diskurs, dass er teilweise stärker von Idiosynkrasien gegenüber bestimmten Lebensstilen als von positiven Erziehungszielen geprägt ist.

## Geschichte der Selbstständigkeitserziehung
Im pädagogischen Diskurs des deutschsprachigen Raumes erlebte das Erziehungsziel Selbstständigkeit seit den 1970er Jahren einen Aufschwung. Der Verhaltensbiologe und Biokybernetiker Bernhard Hassenstein forderte 1973, dass die Erzieher „die Selbstständigkeit des Kindes als wichtigstes Ziel anstreben (vor Gehorsam, Sauberkeit usw.)“. Elmar Drieschner berichtete später: „Wie empirische Untersuchungen zeigen, richtet sich das Gebot der optimalen Förderung besonders auf Selbstständigkeit als oberstes Erziehungsziel. Übereinstimmend wird in der Literatur ein Wandel der Erziehungswerte, der Erziehungsstile und der Erziehungsverhältnisse konstatiert. Galten noch in den 1950er Jahren Ordnungsliebe, Fleiß, Unterordnung und Respekt als wichtige Erziehungsziele, so rangierten bereits in den 1980er Jahren Selbstständigkeit und freier Wille schichtübergreifend als zentrale Erziehungsnormen […]“.
1990 haben die amerikanischen Psychiater Foster W. Cline und Jim Fay den Ausdruck „Helikopter-Eltern“ geprägt, um überbehütende Verhaltensweisen von Eltern zu beschreiben, die ihre zum Lebensmittelpunkt gemachten Kinder in ständiger Sorge und mit überhöhten Erwartungen wie ein Hubschrauber umschwirren, um ihnen alle eigenen Problemlösungen zu ersparen. Im deutschen Sprachraum erschienen in den 2010er Jahren weitere Begriffe, die schlagwortartig ähnliche Situationen beschreiben, wie „Curling-Eltern“, „Elterntaxi“ und „Rücksitzkinder“.
Um 2000 entstand im deutschsprachigen Raum ein gesellschaftlicher Diskurs um die Problematik einer verunselbstständigen Erziehung. Der Sozialpädagoge Albert Wunsch veröffentlichte in diesem Jahre sein Buch Die Verwöhnungsfalle und 2003 ein weiteres Buch, Abschied von der Spaßpädagogik. Wunsch griff darin Überlegungen auf, die Alfred Adler im frühen 20. Jahrhundert zur Verwöhnung angestellt hatte, und brachte sie in einen eklektischen Zusammenhang mit katholischer Säkularisierungskritik und Positionen der positiven Psychologie. Wunsch argumentierte, dass Kinder durch eine verwöhnende Erziehung unvorbereitet und entmutigt ins Leben entlassen werden. Ähnliche Position haben später auch der Präsident des Deutschen Lehrerverbandes (DLV) Josef Kraus und der schwedische Psychiater David Eberhard vertreten.
Während das Nachdenken über Selbstständigkeitserziehung sich im deutschsprachigen Raum bis heute vor allem an Idiosynkrasien gegenüber Lifestyle-Phänomenen wie „Helikopter-Eltern“ oder dem „Elterntaxi“ abarbeitet, hat in den Vereinigten Staaten die klinische Psychologin Wendy Mogel 2001 erstmals auch ein umfassendes theoretisches Konzept zur Selbstständigkeitserziehung vorgelegt. Ihr auf dem jüdischen Glauben basierendes Erziehungsprogramm zielt nicht nur auf Selbstständigkeit, sondern auch auf Resilienz, einen guten Charakter, moralische Integrität und eine altruistische Orientierung des heranwachsenden Menschen. Ihr Buch The Blessings of a Skinned Knee und ihr 2010 erschienenes Buch zur Teenagererziehung The Blessings of a B Minus geben detaillierte Anleitung, wie eine solche Erziehung konkret umgesetzt werden kann. Ohne ihr Werk rezipiert zu haben, kritisierte in Deutschland wenig später – ganz im Sinne Mogels – auch der Pädagoge Wolfgang Bergmann, dass Selbstständigkeitserziehung allein wertlos sei, weil sie von Eltern zu oft lediglich dazu benutzt werde, „das Kind fit zu machen für den Konkurrenzkampf draußen in der Welt, für Macht und Leistung“.

## Einzelne Aspekte der Kindesselbstständigkeit
In den USA rief 2009 die Bloggerin Lenore Skenazy in einem Buch Free-Range Kids Eltern dazu auf, ihre Kinder deutlich mehr Zeit unbeaufsichtigt verbringen zu lassen und ihnen insbesondere zu erlauben, sich frei in der Umgebung des Elternhauses zu bewegen. Skenazy hatte ihrer Tochter z. B. bereits im Alter von 9 Jahren erlaubt, in New York City allein mit der U-Bahn zu fahren. In vielen amerikanischen Gemeinden und Bundesstaaten ist solches Verhalten als Vernachlässigung strafbar. Während Mogel bei ihrer Erziehungsphilosophie die gesamte Elternhauserziehung im Auge hat, geht es beim Free-Range Parenting (deutsch etwa: „Freilauf-Erziehung“) hauptsächlich um den Teilaspekt der Gestaltung der elterlichen Aufsicht. Wie der gesellschaftliche Diskurs über das sogenannte Elterntaxi zeigt, wird der unbeaufsichtigte Aufenthalt von Kindern außerhalb geschützter Räume, besonders im Straßenverkehr, auch im deutschsprachigen Raum als eine Schlüsselfrage der Selbstständigkeitserziehung empfunden.

### Übersichtsliteratur
- Elmar Drieschner: Erziehungsziel „Selbstständigkeit“: Grundlagen, Theorien und Probleme eines Leitbildes der Pädagogik. VS Verlag für Sozialwissenschaften, 2007, ISBN 978-3-531-15437-4 (eingeschränkte Vorschau in der Google-Buchsuche).

### Erziehungskritik
- Jürg Frick: Die Droge Verwöhnung. Beispiele, Folgen, Alternativen. Huber, Bern 2001; 4., überarbeitete und ergänzte Auflage 2011, ISBN 978-3-456-84878-5.
- Petra Ivanov: Geballte Wut. Appenzeller, Herisau 2014, ISBN 978-3-85882-678-7 (Beispiel der Folgen verwöhnender Erziehung aus der Perspektive eines straffälligen Jugendlichen).
- Margrit Stamm: Lasst die Kinder los. Warum entspannte Erziehung lebenstüchtig macht. Piper Taschenbuch, 2017, ISBN 978-3-492-31216-5.